# Elektromobilitätsgesetz

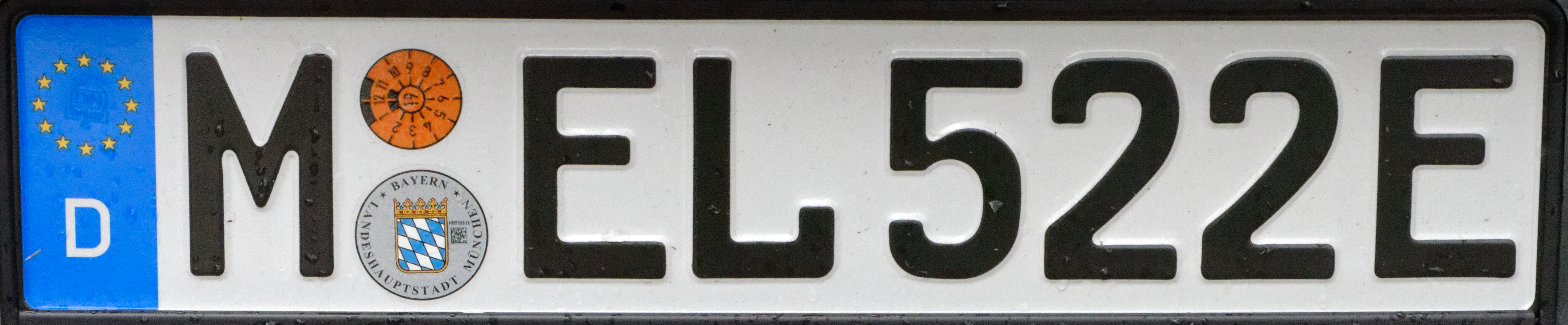
Kfz-Kennzeichen eines Elektrofahrzeuges mit dem „E“

Das Elektromobilitätsgesetz (EmoG) ist ein deutsches Bundesgesetz, das den Straßenverkehrsbehörden ermöglicht, zwecks Förderung der Elektromobilität elektrische Fahrzeuge im ruhenden und fließenden Straßenverkehr zu bevorrechtigen. Es regelt hierzu die einheitliche Kennzeichnung zu bevorrechtigender Fahrzeuge und die von ihnen zu erfüllenden Kriterien.

## Inhalte
Die Nutzung elektrisch betriebener Fahrzeuge (Batterieelektrofahrzeug, Plug-in-Hybrid oder Brennstoffzellenfahrzeug (§ 2 EmoG)) soll durch das Gesetz gefördert werden. Dazu werden die Ermächtigungen der §§ 6 und 6a des Straßenverkehrsgesetzes (StVG) ergänzt. Bevorrechtigungen dürfen eingeführt werden hinsichtlich
- der Nutzung von Parkplätzen sowie dafür erhobener Gebühren,
- der Nutzung von für besondere Zwecke bestimmten öffentlichen Straßen oder Wegen (insbesondere Busfahrstreifen[2]),
- Ausnahmen von Zufahrtsbeschränkungen oder Durchfahrtverboten.

## Gesetzgebungsverfahren
Der Gesetzentwurf wurde am 24. September 2014 vom Bundeskabinett beschlossen und am 7. November 2014 erstmals im Bundesrat beraten. Nach der Zuleitung an den Deutschen Bundestag wurde er dort am 18. Dezember 2014 in erster Lesung beraten und unter anderem an den federführenden Ausschuss für Verkehr und digitale Infrastruktur überwiesen.
Der Ausschuss empfahl am 3. März 2015, dass das Gesetz auch für bestimmte Nutzfahrzeugklassen gelten soll, solange diese Fahrzeuge mit einem Pkw-Führerschein genutzt werden können, den Gesetzentwurf um eine Berichtspflicht für das Bundesverkehrsministerium und das Bundesumweltministerium zu erweitern und die Befristung des Gesetzes vom 30. Juni 2030 auf das Jahresende 2026 vorzuziehen.
Der Gesetzentwurf wurde am 5. März 2015 nach der zweiten und dritten Beratung des Bundestages mit den Empfehlungen des Verkehrsausschusses angenommen und passierte den Bundesrat erneut am 27. März 2015, sodass das beschlossene Gesetz am 11. Juni 2015 im Bundesgesetzblatt verkündet wurde und am Folgetag in Kraft trat.

## Nutzung des Gesetzes in den Kommunen
Im Sommer 2018 und im Dezember 2021 legten die zuständigen Ministerien laut Gesetz alle drei Jahre zu erstellenden Erfahrungsbericht vor.
Dem Bericht 2021 zufolge gaben 48 Prozent der befragten Kommunen an, dass die Möglichkeiten zur Bevorrechtigung von Elektrofahrzeugen vor Ort genutzt werden (2018: 22 Prozent).

## Kritik
Plug-in-Hybrid-Fahrzeuge kommen gemäß EmoG selbst dann in den Genuss von Bevorrechtigungen und Förderung, wenn die Fahrzeuge beispielsweise aus Bequemlichkeit ausschließlich mittels Verbrennungsmotor betrieben werden. Es wird nicht kontrolliert, ob und wie viel Strecke elektrisch zurückgelegt wird. Flottenmanager berichten von unausgepackten Ladekabeln im Kofferraum. Zahlungskräftige Kunden von Plug-in-Hybrid-Fahrzeugen können Bevorrechtigungen quasi einkaufen, was als sozialverträglich problematisch bei der Akzeptanz von Elektrofahrzeugen angesehen wird. Rein batteriebetriebene Elektrofahrzeuge und Plug-in-Hybrid-Fahrzeuge sind anhand des Kennzeichens nicht zu unterscheiden.
Der Bundesverband der Verbraucherzentralen (VZBV) begrüßte das Ziel des Gesetzgebers, klima- und umweltschädliche Auswirkungen des motorisierten Individualverkehrs zu verringern. Unter der Überschrift „Elektromobilitätsgesetz: eingebaute Vorfahrt für Plug-in-Hybride“ kritisierte er jedoch Anreize, große und schwere Autos zusätzlich mit einer Batterie auszustatten, die lediglich für 30 Kilometer ausreicht. Der Bund für Umwelt und Naturschutz Deutschland kritisiert insbesondere, dass der Treibstoffverbrauch schwerer und übermotorisierter Plug-in-Hybrid-Fahrzeuge insbesondere des SUV-Segments im Realbetrieb ein Vielfaches der offiziellen Normwerte beträgt.
Besonders energiesparende Leichtkraftfahrzeuge der Klasse L6e werden nicht vom EmoG betrachtet. Dies wird seit 2018 vom Verkehrs- und auch vom Umweltministerium kritisiert.